# Pierson
Pierson es una villa ubicada en el condado de Montcalm en el estado estadounidense de Míchigan. En el Censo de 2010 tenía una población de 172 habitantes y una densidad poblacional de 266,71 personas por km².

## Geografía
Pierson se encuentra ubicada en las coordenadas 43°19′11″N 85°29′51″O / 43.31972, -85.49750. Según la Oficina del Censo de los Estados Unidos, Pierson tiene una superficie total de 0.64 km², de la cual 0.64 km² corresponden a tierra firme y (0%) 0 km² es agua.

## Demografía
Según el censo de 2010, había 172 personas residiendo en Pierson. La densidad de población era de 266,71 hab./km². De los 172 habitantes, Pierson estaba compuesto por el 98.26% blancos, el 0.58% eran afroamericanos, el 0% eran amerindios, el 0% eran asiáticos, el 0% eran isleños del Pacífico, el 1.16% eran de otras razas y el 0% pertenecían a dos o más razas. Del total de la población el 1.74% eran hispanos o latinos de cualquier raza.